# Trichomyia minima
Trichomyia minima är en tvåvingeart som beskrevs av Toni M. Withers 2004. Trichomyia minima ingår i släktet Trichomyia och familjen fjärilsmyggor. Inga underarter finns listade i Catalogue of Life.